# 前略・ミルクハウス
『前略・ミルクハウス』（ぜんりゃくミルクハウス）は、川原由美子による日本の漫画作品、及びその漫画作品を原作としたテレビドラマ。
漫画作品は、1983年から1986年に『別冊少女コミック』（小学館）で連載された。全39話。1985年に第31回小学館漫画賞少女部門を受賞。単行本はフラワーコミックス（小学館）から全10巻が、文庫版はソノラマコミック文庫（朝日ソノラマ）から全6巻が発売された。
テレビドラマは、1987年にフジテレビ系列で放送された。

## あらすじ
大学生活を送るために上京した芹香は、部屋探しをしている時に和服姿の美しい女性・涼音と知り合う。涼音から洋館・ミルクハウスで下宿生活を勧められ2つ返事で上がり込むが、そこは涼音とその従弟の藤が住む家で、実は涼音は女装した男だった。別の部屋探しを考えていた芹香だが、街で知り合った女性・水城の入居をきっかけにミルクハウスでの下宿生活を決める。その後、吉川教授とその息子・勇も加わり、ミルクハウスでの賑やかな下宿生活が始まる。

## 主な登場人物
松本 芹香（まつもと せりか）
主人公。美術大学1年生。北海道函館市から上京し、涼音に誘われてミルクハウスの下宿人になる。家事全般が得意で、下宿の食事の用意や掃除などを手際よくこなすしっかり者だが、いささか世間知らずな面があり、入学式直前に上京して住居を捜しても見つけられると思っていたり、勇の生い立ち話（ほとんど嘘）を鵜呑みにして吉川教授を人攫い扱いしてしまうこともあった。酒については、以前から父親の晩酌に付き合っていたせいか結構飲める。
菊川 涼音（きくかわ すずね）
ミルクハウスの持ち主。美術大学の2年生。授業でのモデルを務めることもある。服装や長い黒髪などは一見女性だが、実は女装癖のある男性。外出する時は和服姿が多い。住居が見つからず困り果てていた芹香に声をかけて下宿を勧めた。最初の内は芹香に性別を偽っており、藤に真相をばらされてからも女装や「自分は女性」発言はやめず、芹香や水城に下着をねだったりもする。
安原 藤（やすはら ふじ）
涼音の従弟。高校3年生。いささかぶっきらぼう。涼音の女装癖のことは以前から知っていて、嬉々としてミルクハウスにやって来た芹香に涼音の性別をばらした。喫煙を咎められたり、涼音や水城と酒盛りで騒ぐ芹香に反発していたが、後に想いを寄せる。
橋本 水城（はしもと みずき）
ジャズ歌手。黒髪でセクシーな女性。惚れっぽく、昼間でも飲むことがあるくらいの酒好き。スーパーに買い物に来ていた芹香に絡んでトラブルを起こして泣き出し、困った芹香が連れて帰ったことがきっかけでミルクハウスの下宿人になる。
吉川 勇（よしかわ いさむ）
9歳の小学校4年生。父母の離婚後、大阪の母親の実家に引き取られていたが、父親である教授と暮らすことを望んで家出し、父の下宿先であるミルクハウスに先回りした。その際に芹香に前時代的な生い立ちを語るも、教授と芹香が悶着を起こしたことで嘘だとばれ、泣いて謝った。涼音とは芹香を取り合っていて、「お姉ちゃんは僕のものだから触るな」などと発言した。
吉川教授（よしかわきょうじゅ）
勇の父で、芹香が通う美術大学の教授。妻と離婚し、当初は彼一人がミルクハウスに下宿するはずだった。勇の作り話を信じた芹香に「人攫いの叔父」扱いされおたまで殴られたが、真相を知る涼音の取り成しで誤解は解け、父子揃って下宿するようになった。ラーメンをうどん並みの太さに茹で上げてしまうほど炊事能力がなく、本人もそれを自覚している。
田代 貴之（たしろ たかゆき）
藤の先輩。数多くの女性の連絡先を持つプレイボーイ。買物途中の芹香と知り合い、デートをするが、涼音たちと過ごす芹香の笑顔に気づいて身を引く。
松本 卓美（まつもと たくみ）
芹香の弟。高校3年生。大学進学を巡り、親と喧嘩して家出。ミルクハウスにやってくる。

## テレビドラマ
1987年に、漫画を原作にした単発テレビドラマが制作・放送された。涼音は男の子に見える少女に設定変更されている。
- 放送日 1987年8月3日
- 放送時間 19:30 - 20:54 『月曜ドラマランド夏休み特別企画』
- 放送局 フジテレビ系列

### キャスト
- 松本芹香：石野陽子（現：いしのようこ）
- 安原藤：中山秀征（当時：ABブラザーズ）
- 田代貴之：松野大介（当時：ABブラザーズ）
- 橋本水城：黒田福美
- 菊川涼音：渡辺千秋
- 吉川舞子：芹明香
- 吉川勇：中垣克麻
- 吉川教授：仲本工事
- テツ：島崎俊郎（当時：ヒップアップ）
- ロン：川上泰生（当時：ヒップアップ）
- ヤス：小林進（現：小林すすむ、当時：ヒップアップ）
- 桜田弥生：井森美幸
- 先生：佐藤忠志
- 店長：浅賀誠子
- お巡りさん：安田伸
- 花田組・組長：地井武男

### スタッフ
- 原作：川原由美子
- 脚本：高屋敷英夫
- 監督：吉田啓一郎
- 企画：岡正
- プロデューサー：亀山千広、金澤英俊
- 技術協力：東通、タムコ
- 照明協力：サンライズアート
- 編集：ビデオスタッフ
- 美術協力：NHKアート
- 企画協力：鎌倉スーパーステーション（本村眞章）
- 制作：フジテレビ、渡辺プロダクション